# Anatol Neamțu
Anatol Neamțu (n. 20 februarie 1954, Lunga, Florești – d. 8 ianuarie 2010, Chișinău) a fost un chitarist, interpret vocal, compozitor și orchestrator din Republica Moldova.

## Biografie
S-a născut într-o familie de agricultori, fiind al treilea copil dintre cei patru frați și două surori. A studiat la școala medie din satul natal. Din copilărie și-a descoperit talentul de pictor, realizand portrete de o fidelitate fotografică, dar s-a molipsit de la fratele său mai mare Petre Neamțu, ulterior dirijor de orchestră de muzică populară, de dragostea pentru muzică, lăsând pictura în umbră. Anatol și-a urmat fratele la Chișinău, dorind să studieze la Colegiul Ștefan Neaga. Cum nu avea studii muzicale primare, i s-a permis să intre doar la țambal, instrument care însă nu-i plăcea.
În timpul studenției a stat la gazdă, apoi la cămin, împreună cu Liviu Știrbu, care, deși studia vioara, cânta deja bine și la chitară. Așa Anatol Neamțu a devenit chitarist, luând lecții de la colegul său de cameră. Cum Liviu Știrbu cânta la dancingul „Улыбка” (Zâmbet) de lângă Valea Morilor din Chișinău și se întâmpla să plece pentru perioade mai lungi din oraș, l-a lâsat pe Anatol Neamțu să-l înlocuiască.  Fiind timid din fire, Anatol cu greu a acceptat această încercare a capacităților sale de chitarist, dar în scurt timp a prins curaj, a obținut experiența necesară și a devenit cunoscut în tot Chișinăul ca un chitarist cu gust, cu un sunet aparte al chitarei. La acel dancing, unicul în oraș în acea  vreme, se aduna tineretul din tot orașul, adesea veneau și muzicanți să asculte cine și ce mai cântă. Astfel acolo l-a auzit Mihai Dolgan, care reînvia formația NOROC cu o nouă denumire - CONTEMPORANUL și la invitat în colectiv. Abandonând țambalul, ulterior Anatol a revenit la Colegiul Ștefan Neaga, absolvindu-l la clasa de cobză.
În afară de CONTEMPORANUL a cântat în componența formației Bucuria și în alte colective muzicale. A aprticipat la înregistrările de studio cu foarte mulți artiști basarabeni, iar în ultima perioadă a vieții a înregistrat și un album de muzică proprie.
A decedat prematur, ca urmare a unei operații de extirpare a unei tumori cerebrale. Deși operația a fost considerată reușită, peste mai puțin de două săptămâni un tromb i-a curmat viața.

## Despre
- Алекс Гаина: АНАТОЛУ НЯМЦУ- 50